# Super Mario 64
Super Mario 64 (яп. スーパーマリオ64 Су:па: Марио Рокудзю:ён) — видеоигра, изданная компанией Nintendo в 1996 году для игровой системы Nintendo 64. Вместе с Pilotwings 64 игра была доступна уже при выходе новой консоли. Она стала самой продаваемой игрой для своей платформы (по данным на май 2003 года, всего было продано более 11 миллионов экземпляров) и одной из самых продаваемых в истории игр — в конце 2007 года она была внесена в Книгу рекордов Гиннесса. В 2020 году Super Mario 64 вошла в сборник Super Mario 3D All-Stars, выпущенный на консоли Nintendo Switch.
Технически первой «якобы трёхмерной» игрой в серии Mario был платформер Mario Clash на Virtual Boy, в которой игрок мог перемещать Марио между передним и задним планом. Но в Super Mario 64 впервые появилась истинное 3D с возможностью движения в произвольном направлении, трёхмерными полигональными моделями вместо двумерных спрайтов и большими открытыми пространствами, доступными для исследования.

## Игровой процесс

Кадр из игры

Марио путешествует по пустому замку и прыгает в картины, после чего начинается уровень. Поначалу доступен один уровень, в котором нужно собрать 7 звёзд. После набора определённого количества звёзд появляются новые уровни и доступ к новым дверям. Есть также запертые двери, за которыми предстоят сражения с Боузером. В сражениях с ним надо хватать его за хвост и бросать на бомбы. Если Марио теряет все очки жизни, он вылетает из уровня. Марио в игре может делать огромное количество трюков и движений, существуют бонусы в виде кепок, с помощью которых Марио может летать, стать невидимым и металлическим. После выполнения определённых действий на уровне открываются определённые бонусы в виде дополнительных блоков, пушек, с помощью которых Марио может пробраться в секретные места. Очки жизни называются энергией (Power). При получении урона она уменьшается. Восполнить её можно, собирая монеты с изображением звезды. Собирая зелёные грибы, можно получить дополнительную жизнь.

## Сюжет
Однажды Принцесса Пич позвала Марио в свой замок с предложением поесть испечённый ею торт и выпить чаю. Марио приходит в замок и слышит громкий хохот Боузера. Марио встречает одного из Тоадов, и тот говорит ему, что Боузер похитил принцессу и звёзды замка, чтобы создать свой мир в картинах и стенах, и не выпускает никого, чтобы они не позвали за помощью. Марио отправляется в рисунки и находит все 120 звёзд. После финального сражения с Боузером Принцесса Пич благодарит Марио, и они вместе идут пить чай.

## Разработка
Впервые Сигэру Миямото пришёл к идее создать игру с открытом миром, наблюдая за своим домашним хомяком, свободно перемещающемся по квартире и играющего с предметами. В этот момент Миямото осенила идея создать игру, где игрок может управлять Марио, как хомяком в открытом мире
За 5 лет до появления Super Mario 64, во время совместной с Argonaut Studios разработки Star Fox, Сигеру Миямото сделал первые наброски 3D-дизайна Марио и предложил сделать 3D-игру Super Mario FX, которая должна выйти на SNES в картридже с чипом Super FX для улучшенного отображения полигональной 3D-графики. Миямото хотел разработать игру, в которой большие миры были в миниатюре. Однако, бывший сотрудник Argonaut Дилан Катберт впоследствии заявил, что такая игра для SNES никогда не была в состоянии активной разработки, а название было использовано как кодовое для самого чипа Super FX . Миямото решил переключить проект на Nintendo 64 потому, что хотел сделать в игре акцент на разнообразные движения и трюки Марио, а контроллер Nintendo 64 имел больше кнопок для комбинаций.
Игра разрабатывалась три года: первый год команда думала над дизайном, а остальные два — на непосредственную разработку игры. По словам Миямото, одновременно над игрой работали чаще всего от 15 до 20 человек. Разработчики решили делать уровни в основном свободными для исследования, однако оставив линейность в некоторых отдельных местах и в уровнях с боссом — по словам разработчиков, они хотели, чтобы в этих уровнях игрок акцентировался на поисках Боузера, а не на исследованиях .
3D-графика разработана с помощью Nichimen N-World вместе с Silicon Graphics . Команда решила добавить искусственную тень непосредственно над каждым объектом независимо от освещения для упрощения ориентации в мирах. Самым отточенным элементом являются движения Марио — разработчики заостряли на нем особое внимание.
Первые утечки о игре появились в ноябре 1995 года, а через пару дней она была официально анонсирована для приставки под кодовым названием Ultra 64. Однако, как говорит тогдашний глава Nintendo of America Говард Линкольн, тогда были готовы окончательно не все планируемые уровни, и Миямото принял волевое решение перенести выпуск игры с традиционных для таких игр рождественских праздников на весну 1996 года . Президент Nintendo Хироси Ямаути вспоминал: «Миямото говорил: „Если мы хотим выпустить игру поскорее, нам следует идти на компромисс и вырезать неготовые элементы. Но у игроков острый взгляд, и они сразу поймут, где такой урезанной игре чего не хватает“. Он попросил еще пару месяцев, и я не стал возражать».

### Музыка и звуки

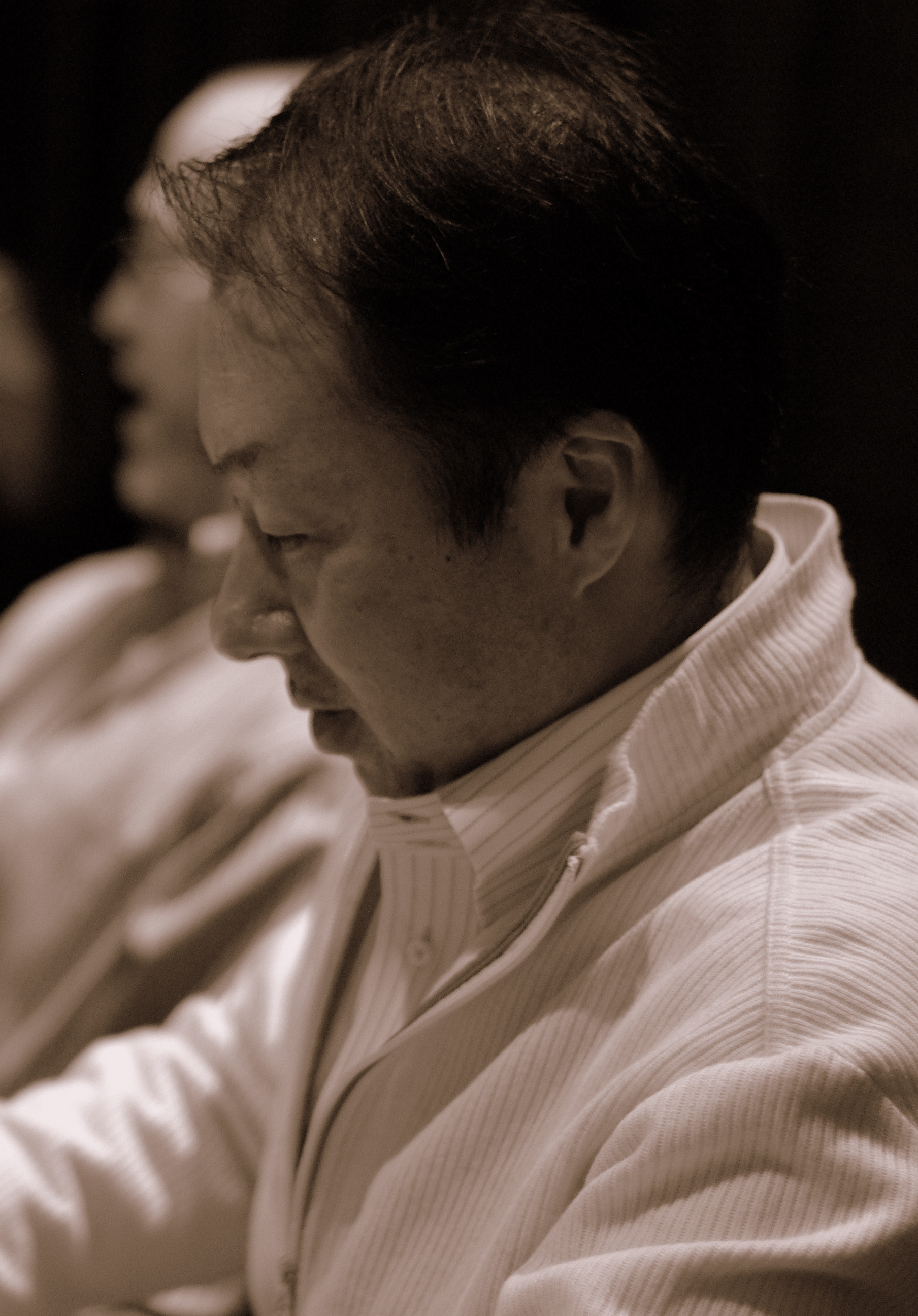
Композитор игры Кодзи Кондо

Музыку, как и к прошлым играм Mario, написал Кодзи Кондо. Кроме новых мелодий, Кондо сделал несколько аранжировок мелодий из ранних игр. Ёдзи Инагаки отвечал за звуковое сопровождение — он отобрал более сотни звуковых эффектов для игры .
Впервые в основной серии появилась озвучка главных героев. Марио озвучил американский актер Чарльз Мартине, который впоследствии станет бессменным актером озвучки как для Марио, так и для Луиджи, Варио и некоторых других персонажей. Ещё Мартине предоставил для Инагаки доступ к библиотеке звуков Warner Bros., конкретно Чарльз предложил эффекты для финального голоса Бу и Боузера. Лесли Суон, главный редактор журнала Nintendo Power, озвучила Принцессу Пич, а также помогала Nintendo с версткой текста на английском языке.

## Оценки
| Сводный рейтинг       | Сводный рейтинг     |
| Агрегатор             | Оценка              |
| --------------------- | ------------------- |
| GameRankings          | 96,41 %             |
| Metacritic            | 94/100 (13 reviews) |
| Иноязычные издания    |                     |
| Издание               | Оценка              |
| AllGame               | [ 20 ]              |
| Edge                  | 10/10               |
| EGM                   | 9,5/10              |
| Famitsu               | 39/40               |
| Game Informer         | 9,75/10             |
| GameSpot              | 9,4/10              |
| IGN                   | 9,8/10              |
| Maximum               | [ 27 ]              |
| Next Generation       | [ 28 ]              |
| Русскоязычные издания |                     |
| Издание               | Оценка              |
| «Страна игр»          | 5+                  |

Как и её дизайнер Сигэру Миямото, Super Mario 64 получила множество наград.
Игра неоднократно попадала на призовые места списков «Лучших игр всех времён» в различных игровых изданиях и при интернет-голосованиях.

## Влияние

### Игровая механика
Игра считается killer application для Nintendo 64 и, по мнению многих критиков, предопределила ее успех. Ли Хатчинсон из журнала Ars Technica, который на момент дебюта приставки был сотрудником магазина Babbage’s, вспоминал об огромном интересе клиентов к приставке и её стартовым играм: «Если верить игровой прессе, то Super Mario 64 должна была стать величайшей игрой, когда-либо выпущенной где-либо, а также может излечить от рака и накормить голодных детей мира». Также он отмечал, что несмотря на то, что на запуске у приставки было только две игры, благодаря Super Mario 64 она продавалась очень хорошо:

Негласное правило о том, что консоль должна иметь широкую библиотеку на старте продаж, чтобы привлечь североамериканскую аудиторию, чаще всего было верно, но Nintendo 64 стала исключением: одна игра с хорошо реализованным трехмерным геймплеем, который был сложен в исполнении и незнаком большинству игроков тех лет, могла нести вес всей системы на своих плечах.

Наиболее революционным элементом игры журналисты и разработчики считают виртуальную камеру игры. Super Mario 64 считается первой игрой со «свободной камерой», которой может дополнительно управлять игрок. Многие говорили, что система камеры в Super Mario 64 проложила всему жанру «путь в 3D-мир».
Игра является одной из самых влиятельных для жанра платформеров и для 3D-игр в целом. Обозреватель журнала GamesTM писал, что и сама Nintendo, делая платформеры, постоянно оглядывается на Mario 64. Дэн Хаузер говорит, что «любой разработчик трёхмерных игр, который утверждает что ничего не позаимствовал из Mario или Zelda [с Nintendo 64], лжет».

### Теории и фанатское творчество
Популярность игры привела к тому, что игроки активно стали искать в игре глюки и секреты. Например, в ноябре 2000 года в мексиканском журнале Club Nintendo появилась статья братьев — Хосе Ангела и Данте Ивана — Хосе Вильярерал, впервые говорившая о глюке, который позволяет с помощью зажатия стика и Z и быстрых нажатиев кнопки A прыгать назад с большой скоростью, которая позволяет пройти игру без набора всех 120 звезд. С тех пор этот глюк, названный Backwards Long Jump (BLJ), стал одним из самых известных глюков в компьютерных играх, особенно в среде спидраннеров. В поздних версиях, включая Super Mario 64 DS и Super Mario 3D All-Stars, глюк был убран.
Отсутствие Луиджи в игре многих привело к мысли, что он является скрытым персонажем — многие считали, что намеком является надпись на монументе в заднем дворе замка, очертания которой напоминают фразу «L is Real 2401» (впоследствии эта же текстура будет найдена в Ocarina of Time). IGN в апрельском выпуске пообещала вознаграждение в $100 тому, кто найдет способ разблокировать Луиджи, но ни один из способов не сработал. Луиджи впоследствии появится в порте игры для Nintendo DS. По мистическому совпадению, через 24 года и 1 месяц, следы Луиджи были найдены в опубликованном исходном коде игры. Правда, и до этого было известно, что Луиджи планировался к включению в игру, но был вырезан из неё на более поздних этапах разработки.
23 мая 2020 года пользователь Twitter под ником MegaX2 обобщил все мелкие и крупные фанатские теории и создал свой «конспирологический айсберг». Мем стал набирать популярность, а отдельные теории, указанные в нем, приобретали известность в фанатской среде еще стремительнее. Сначала на 4Chan, а затем на Reddit и YouTube одной из самых популярных популярной стала крипипаста о том, что в «доселе неизвестной» бета-сборке, датированной 29 июля 1995 года, перед входом в уровни «Dire Dire Docks» и «Bowser in the Fire Sea» появляется большая голова Варио, произносящая «You want fun? Wario show you fun!» которая начинает преследовать игрока, а как только Варио догоняет Марио, игра или выключается, или показывает другой экран. В различных вариациях городской легенды этой версии приписывают различные действия, вплоть до сверхъестественного воздействия на игрока. Также история предупреждает о том, что «не следует искать ничего об этой бета-сборке». В другой популярной версии искуcственный интеллект, разработанный Nintendo, вшивает в картриджи различные послания и мистические места, делая «каждую копию персонализированной, а голова Варио являются лишь частью таких модификаций». Крипипаста основана на одном из представлений Nintendo «Focused on Fun» на E3 1996, где голова Варио, управляемая с помощью motion capture и озвученная Чарльзом Мартине, произносит текст, в котором также есть слова «Wario show you fun», а также на других бета-версиях, опубликованных годами ранее. Фанаты игры стали активно воссоздавать бета-версию и делать пародии и «реконструкции» появления Варио.
Внутренний мир игры, уровни и в частности замок Принцессы Пич являются популярным местом действия не только для фанфиков, но и для фанатских анимаций и машинимы, многие из которых стали популярны и количество просмотров превышает миллион.

## Переиздания и порты

### Официальные
Super Mario 64 неоднократно переиздавалась на родной консоли: например, в 1998 году была переиздана в США и Европе в качестве одной из самых популярных игр («Players' Choice»). 19 ноября 2006 года вышел порт игры на Virtual Console — он отличается улучшенной графикой и адаптацией под контроллеры GameCube и Wii Remote.

#### Расширенный порт для DS
| Сводный рейтинг    | Сводный рейтинг |
| Агрегатор          | Оценка          |
| ------------------ | --------------- |
| GameRankings       | 86,31 %         |
| Metacritic         | 85/100          |
| Иноязычные издания |                 |
| Издание            | Оценка          |
| 1UP.com            | B               |
| Edge               | 8/10            |
| Eurogamer          | 9/10            |
| Game Informer      | 8,5/10          |
| GameSpy            | [ 78 ]          |

В 2004 году на старте Nintendo DS был выпущен расширенный порт Super Mario 64 DS. Игра стала единственной игрой для DS, доступной на старте во всех регионах. В нем появились Луиджи и многопользовательский режим, который не смогли реализовать в оригинальной версии, а также Йоши (который стал стартовым персонажем) и Варио. Была улучшена графика и добавлены новые задания (максимальное количество звезд увеличилось с 120 до 150). К 2008 году было продано 6 миллионов копий данного порта, а к 2018 году это число достиго 11 миллионов. Порт получил одобрительные отзывы критиков, однако оценки были несколько ниже, чем у оригинала.

### Неофициальные
В 2015 году игра была воссоздана на движке Unity и получила название Super Mario 64 HD. В 2019 году фанаты декомпилировали исходный код игры из оригинального ROM-образа картриджа в код C, что позволяет портировать оригинальную версию на любую совместимую платформу, а в 2020-м был выпущен фанатский порт для Windows с поддержкой 4K и широкоформатных экранов. В итоге Nintendo заставила удалить все эти версии за нарушение авторских прав.

### Невышедший прямой сиквел
В 1997 году Сигэру Миямото впервые упомянул название Super Mario 128 в качестве возможного сиквела игры Super Mario 64 и заявил, что «работа только начата». Сначала его хотели выпустить для Nintendo 64DD, но после грандиозного провала данного дополнения, разработку свернули. Впоследствии демо-видео новой игры Super Mario 64 2 для GameCube было продемонстрировано 1 августа 2000 года. Хоть игра и ожидалась многими изданиями и игроками, разработка зашла в производственный ад, и дату релиза постепенно переносили. В 2007 году было окончательно объявлено, что вместо Super Mario 128 выйдет Super Mario Galaxy (продюсер тот же — Ёсиаки Коидзуми), а также было отмечено, что механики невышедшей игры были использованы в играх Pikmin, Metroid Prime и The Legend of Zelda: Twilight Princess.